# Cosmoball
Pour plus de détails, voir Fiche technique et Distribution.
Cosmoball (Вратарь галактики, Vratar galaktiki) est un film russe réalisé par Djanik Faïziev, sorti en 2020. Il est basé sur la série d'animation française Galactik Football[réf. nécessaire].

## Synopsis
Dans le futur, au lendemain d'une guerre galactique qui a eu lieu à proximité de la Terre, la Lune a été détruite et les pôles ont disparu. Aujourd'hui, le climat de Moscou est celui du Brésil d'autrefois.
Un énorme vaisseau spatial plane au-dessus de la planète. C'est un stade où se déroulent des compétitions, ressemblant de loin au football mais à des vitesses incroyablement élevées : c'est le cosmoball.

## Fiche technique
- Titre : Cosmoball
- Autre titre : Goalkeeper of the Galaxy
- Titre original : Вратарь галактики (Vratar galaktiki)
- Réalisation : Djanik Faïziev
- Scénario : Djanik Faïziev, Twister Murchison, Drew Row, Andrey Rubanov et Anastasiya Safronova (responsable de la writers' room) d'après la série Galactik Football créée par Charles Barrez et Vincent Vandelli
- Musique : Tony Neiman
- Photographie : Maksim Osadchiy-Korytkovskiy
- Montage : Rod Nikolaychuk
- Production : Dzhanik Fayziev, Innokentiy Malinkin et Sergey Selyanov
- Société de production : CTB Film Company, Bonanza et KIT Kinostudiya
- Pays :  Russie
- Genre : Action et science-fiction
- Durée : 118 minutes
- Dates de sortie : 
  -  Russie : 27 août 2020
  -  France : 9 janvier 2020 (VàD/DVD)

## Distribution
- Yevgeny Romantsov : Anton
- Viktoriya Agalakova : Natalya « Natasha »
- Maria Lisovaya : Valaya / Anya
- Ivan Ivanovich : Pele

## Box-office
Le film est le premier blockbuster russe à sortir pendant la pandémie de Covid-19 et a été un échec rapportant 106,6 millions de roubles au box-office pour un budget de 786,4 millions de roubles.